# Zelmer
Zelmer S.A. – były producent sprzętu AGD z siedzibą w Rzeszowie, działający w latach 1951–2017. Po likwidacji spółki nazwa Zelmer zaczęła funkcjonować na rynku jedynie jako marka sprzętu AGD – od 2020 należąca do hiszpańskiej firmy B&B Trends.

## Historia
Na terenie przejętym po Wytwórni Kuchni Polowych i Sprzętu Wojskowego „Mars”, wybudowano Fabrykę Obrabiarek H. Cegielski, Oddział w Rzeszowie. W 1937 r. rozpoczęto w niej produkcję obrabiarek: tokarek rewolwerowych wielonożowych, automatów tokarskich jednowrzecionowych, automatów tokarskich wielowrzecionowych, wiertarek promieniowych oraz sprzętu wojskowego – działek przeciwpancernych i przeciwlotniczych, a także pomocniczego sprzętu artyleryjskiego. W 1939 w fabryce zatrudniano około 1800 pracowników.

### II wojna światowa
W czasie II wojny światowej, po wkroczeniu wojsk niemieckich do Rzeszowa (7 września 1939), zakłady zniszczono. Maszyny, urządzenia i hale produkcyjne zdemontowano i wywieziono wraz z materiałami i surowcami na teren III Rzeszy.

### Okres PRL
17 lipca 1946 nastąpiło przejęcie fabryki przez Okręgowy Urząd Likwidacji w Rzeszowie i przekazanie jej Dyrekcji Państwowego Przemysłu Miejscowego w Rzeszowie. Pierwszą produkcję w odbudowanych zakładach uruchomiono w lipcu 1948 (drut, siatki ogrodzeniowe, gwoździe).
11 maja 1951 roku na podstawie zarządzenia prezesa Centralnego Urzędu Drobnej Wytwórczości powołano przedsiębiorstwo państwowe pod nazwą Rzeszowska Fabryka Rowerów i Wózków Dziecinnych. W 1953 roku zmieniono nazwę na Rzeszowska Fabryka Sprzętu Gospodarczego i rozpoczęto produkcję pierwszych odkurzaczy własnej konstrukcji „Alfa”, a następnie Gamma, Gamma II, Alfa II, Alfa K2, Zelmer 04, a w latach 60. typu Zelmer 251. W 1959 roku przedsiębiorstwo zmieniło nazwę na: Rzeszowska Fabryka Sprzętu Gospodarczego im. Augustyna Micała, a 1967 roku na: „ZELMER” Rzeszowskie Zakłady Elektromechaniczne im. Augustyna Micała.
W 1967 roku został zarejestrowany znak towarowy: „Zelmer”. Słowo „Zelmer” umieszczone było nad stylizowanym słońcem w kole. W tym samym roku zarządzeniem Ministra Przemysłu Ciężkiego przedsiębiorstwo zmieniło nazwę na Rzeszowskie Zakłady Elektromechaniczne i zostały utworzone nowe wydziały, m.in. wydział odlewniczy.
W latach 70. i 80. XX wieku przedsiębiorstwo włączono w struktury nowo utworzonego Zjednoczenia Producentów Zmechanizowanego Sprzętu Gospodarstwa Domowego Predom, w związku z czym w 1972 roku otrzymało nazwę: Zakłady Zmechanizowanego Sprzętu Gospodarstwa Domowego im. Augustyna Micała „PREDOM-ZELMER” w Rzeszowie. Do najbardziej znanych produktów tego okresu należą odkurzacze (m.in. serii 351, 451, Zelmer 338) oraz malaksery, roboty kuchenne wieloczynnościowe, maszynki do mielenia produktów spożywczych, młynki do kawy, odkurzacze samochodowe, lekkie elektryczne miksery ręczne oraz przeniesione w pierwszej połowie lat 70. z produkcją do innych zakładów Zjednoczenia PREDOM elektryczne froterki do podłóg.
W latach 70. produkty z rzeszowskiej fabryki trafiały do wielu państw świata i cieszyły się niezmiernie uznaniem i bardzo dobrą opinią wielu klientów, także tych z państw zachodnich. Rósł eksport dewizowy, co pozwalało na dalszy rozwój zakładu i wprowadzanie nowoczesnych technologii produkcji. W tym czasie podjęto współpracę i montaż krótkich serii, a także zakupiono licencje na produkcję sprzętu gospodarstwa domowego europejskiej firmy ROTEL, do produkcji wprowadzono jednak tylko ciche licencyjne odkurzacze serii 338 i 451 oraz produkowano na ich bazie własne modele oznaczone symbolem serii 238 zastępujące przestarzałą i często zawodną już konstrukcję serii „Alfa” z lat 60. (wrócono do niej na krótko pod koniec lat 80. w okresie deficytów rynkowych w przerobionych, prostych wersjach Alfa k-3 i k-4). Całość umowy licencyjnej z firmą ROTEL nie została nigdy zrealizowana ze względu na kryzys gospodarczy, który wybuchł w Polsce w latach 1980–1981.
W 1978 r. kolektyw zakładu został odznaczony Orderem Sztandaru Pracy II klasy.
Pod egidą przedsiębiorstwa w 1961 r. powstał także działający do lat 90. XX wieku Zakładowy Klub Sportowy Zelmer Rzeszów.

### III Rzeczpospolita
W 1992 roku przedsiębiorstwo zmieniło nazwę na: Zakłady Zmechanizowanego Sprzętu Gospodarstwa Domowego „ZELMER” w Rzeszowie. W 1993 r. wydziały przedsiębiorstwa przekształcono na zakłady. Zakład Produkcji Silników przeprowadzono do nowej siedziby. Uruchomiono automatyczną linię galwanizerską i zaprzestano produkcji odkurzaczy blaszanych.
Lata 90. to rozwój firmy pod względem jakości: dwa certyfikaty jakości ISO 9001 (od SGS Yarsley i PCBC), cztery godła Teraz Polska, Polska Nagroda Jakości, złote medale MTP dla wielu produktów. W 1990 roku zatrudnienie przedsiębiorstwa osiągnęło rekordowy stan 4950 pracowników.
3 lipca 2001 roku przedsiębiorstwo przekształcono w jednoosobową Spółkę Skarbu Państwa – spółkę akcyjną, której jedynym akcjonariuszem został Skarb Państwa.
W wyniku procesu prywatyzacji 27 stycznia 2005 roku akcje Zelmer S.A. zadebiutowały na Giełdzie Papierów Wartościowych w Warszawie. 25% akcji przyznano tzw. stabilnemu inwestorowi finansowemu, co miało zabezpieczyć Zelmer przed wrogim przejęciem przez konkurencję. Pakiet ten przypadł w udziale PEF V Zelmer Holdings z grupy Enterprise Investors zarejestrowanej 29 października 2004. Fundusz zainwestował w spółkę łącznie 28,7 mln euro w ramach oferty publicznej przeprowadzonej przez Skarb Państwa oraz późniejszego wezwania ogłoszonego przez fundusz. Akcje Zelmera w swoich portfelach miały też fundusze emerytalne OFE PZU Złota Jesień (9,6 proc.) i Aviva OFE (7,8 proc.).
Wartość spółki Zelmer w prospekcie emisyjnym wyceniono na 200 mln zł, tymczasem giełda zweryfikowała tę wartość na 270 mln zł. Wartości samej marki „Zelmer” w tamtym czasie wg gazety Rzeczpospolita szacowano na 95,6 mln zł. Według późniejszych raportów sejmowych realna wartość spółki w czasie emisji dawała sumę ok. 450 mln zł.

### Restrukturyzacja
W grudniu 2006 firma zdecydowała ulokować część prostej produkcji w Chinach, a ze struktur Zelmer S.A. wyodrębniona została odlewnia ciśnieniowa: Zakład Odlewniczy wyodrębniono i przekształcono w META-ZEL sp. z o.o.
Ze względu na kryzys finansowy 6 lutego 2009 ówczesny prezes spółki Janusz Płocica zadecydował o zawieszeniu produkcji w dniach 9–13 lutego 2009.
W ramach restrukturyzacji zakładu wyodrębniono:
- w styczniu 2010 Zakład Produkcji Silników i przekształcono do spółki zależnej ZELMOTOR sp. z o.o.[17],
- w lipcu 2010 Oddział Elektroniki i Oddział Produkcji Przewodów i przekształcono do spółki zależnej ELEKTROZEL Spółka z o.o.[18][17]

W 2011 roku Zelmer podzielił się na trzy spółki:
- ZELMER S.A. z siedzibą w Rzeszowie[17]
- ZELMER PRO sp. z o.o. z siedzibą w Rogoźnicy[17]
- ZELMER Market sp. z o.o. z siedzibą w Rzeszowie i biurem w Warszawie[17]

W związku ze wzrostem skali prowadzonego biznesu, w maju 2011 roku, zakończono budowę nowej fabryki zlokalizowanej w Specjalnej Strefie Ekonomicznej w Rogoźnicy, ok. 11 km od Rzeszowa. Nową halę uruchomiono we wrześniu 2011. Znalazło się w niej 13 linii produkcyjnych wyspecjalizowanych w produkcji odkurzaczy i sprzętu kuchennego.
Sąd Rejonowy w Rzeszowie, XII Wydział Gospodarczy Krajowego Rejestru Sądowego 30 grudnia 2013 dokonał wpisu połączenia spółek Zelmer PRO i Zelmer Market. Zelmer PRO sp. z o.o. przejęło spółkę Zelmer Market sp. z o.o. poprzez przeniesienie całego majątku Zelmer Market do Zelmer PRO z równoczesnym podwyższeniem kapitału zakładowego Zelmer PRO. W wyniku połączenia spółka Zelmer Market przestała istnieć.
W 2013 roku plany przejęcia polskiej spółki ogłosiła niemiecka spółka BSH Hausgeräte GmbH, produkująca sprzęt AGD m.in. marek Bosch i Siemens.

### Przejęcie przez BSH Hausgeräte
BSH Bosch und Siemens Hausgeräte GmbH z siedzibą w Monachium poprzez swoją spółkę – córkę BSH Sprzęt Gospodarstwa Domowego sp. z o.o. wezwała 14 listopada 2012 r. do sprzedaży 100% akcji Zelmera po cenie 40 zł za akcję (cena o 1/3 większa niż wynosił średni kurs z ostatnich trzech miesięcy poprzedzających wezwanie). Wezwanie było poprzedzone porozumieniem między niemieckim koncernem a funduszem zarządzanym przez Enterprise Investors, który posiadał większościowy pakiet 49% wszystkich akcji Zelmera a BSH miało dokonać transakcji pod warunkiem nabycia przynajmniej 75% wszystkich akcji.
Transfer 97,78% procent akcji na rzecz BSH Sprzęt Gospodarstwa Domowego sp. z o.o. został zakończony 22 marca 2013 roku przez co spółka została większościowym akcjonariuszem Zelmer S.A. po czym BSH jako jedyny właściciel wycofał akcje Zelmera z obrotu giełdowego. W efekcie tego Zelmer stał się częścią Grupy BSH. Oba przedsiębiorstwa – Zelmer i BSH ściśle współpracowały w Polsce i na innych rynkach.
W momencie przejęcia Zelmer SA posiadał również spółki – córki (głównie biura sprzedaży) w Czechach, Rosji, na Słowacji, na Ukrainie i na Węgrzech przez co był trzecim co do wielkości producentem małego sprzętu AGD posiadając 7% udziału w rynku Europy Środkowo-Wschodniej. Na rynku polskim miał pozycję lidera z udziałem 22% rynku.
1 września 2015 r. w fabryce w Rogoźnicy ruszyła produkcja odkurzaczy pod markami Bosch i Siemens oraz maszynki do mielenia marki Bosch. 30 grudnia 2015 r. zostaje zakończony proces polegający na połączeniu spółek Zelmer Spółka Akcyjna i Zelmer PRO sp. z o.o., w wyniku połączenia Zelmer PRO przestaje istnieć. W 2015 roku firma zatrudniała około 1000 pracowników.
30 grudnia 2016 r. został zakończony proces połączenia Zelmer S.A. i BSH Sprzęt Gospodarstwa Domowego sp. z o.o.

### Koniec przedsiębiorstwa Zelmer S.A.
Ostatecznie Zelmer S.A. został wyrejestrowany jako przedsiębiorstwo z KRS 31 maja 2017 i od tej pory istniał jedynie jako marka sprzętu produkowanego przez BSH.
Na przełomie 2016 i 2017 r. dokonano redukcji zatrudnienia, po negocjacjach ze związkami zawodowymi zwolnieniami objęte zostały głównie działy nieprodukcyjne. W 2018 roku przeprowadzono kolejne redukcje.
w wyniku wygaszenia produkcji małego sprzętu AGD w dawnych zakładach Zelmer własną produkcję małego AGD uruchomił w 2019 r. Zelmotor (dawny Zakład Produkcji Silników Zelmer, a po 2011 główny dostawca podzespołów do produktów Zelmera i marki Zelmer).

## Zelmer jako marka

### Marka sprzętu BSH
31 maja 2019 roku firma BSH zadecydowała o zakończeniu produkcji małego AGD pod szyldem Zelmer, a produkty z segmentu małego AGD były od tej pory produkowane wyłącznie pod markami Bosch i Siemens, jednocześnie deklarując, że sprzedaż produktów polskiej marki będzie prowadzona do końca 2019 r. lub wyczerpania zapasów. BSH oświadczyła, że będzie realizować naprawy gwarancyjne, a także pogwarancyjne małego sprzętu marki Zelmer. Pierwotnie, gdy Grupa BSH informowała o zaprzestaniu produkcji w Rogoźnicy małego sprzętu AGD z logiem „Zelmer” deklarowała, że marka „Zelmer” zostanie zachowana tylko w produkcji dużego sprzętu AGD – pralek, chłodziarko-zamrażarek, zmywarek, płyt grzewczych i piekarników i okapów, które od wielu lat produkowano poza Rzeszowem w innych polskich fabrykach BSH.

### Marka sprzętu B&B Trends
1 stycznia 2020 wyłączne prawo do używania znaku towarowego i nazwy (marki) „zelmer” zostało sprzedane hiszpańskiej firmie B&B Trends (bez aktywów firmy), która kupiła wyłącznie prawa do używania marki w celu wejścia z własnymi produktami na rynek wschodnioeuropejski między innymi pod marką Zelmer. Fabryki z liniami produkcyjnymi, które kiedyś należały do Zelmera, zachowało BSH produkując tam urządzenia AGD pod własnymi markami jak Bosch czy Siemens.
B&B Trends powstała w 2014 roku w Barcelonie i zajmuje się sprzedażą produktów pod własnymi markami w ponad 50 krajach. Zanim firma odkupiła od BSH prawo do marki Zelmer, odkupiła także takie marki jak Victoria i Ufesa. Właściciel B&B Trends zapowiedział, że produkty tej firmy pod marką Zelmer będą sprzedawane też w Polsce, a dystrybucją produktów w Polsce zajmie się firma Eurogama.